# Acid suberic
Acidul suberic (nume IUPAC: acid octandioic) este un compus organic din clasa acizilor dicarboxilici cu formula HOOC-(CH2)6-COOH. Denumirea sa provine din latinescul suber, însemnând dop de plută.